# Entomological Society of America
Entomological Society of America (ESA) grundades 1889 och har idag över 6000 medlemmar. Sällskapets syfte är att tjäna de professionella och vetenskapliga behoven hos entomologer och personer inom angränsande områden. För att förenkla kommunikationen mellan dess medlemmar är det uppdelat i fyra sektioner baserat på entomologiska intressen och i sex grenar beroende på geografiska regioner. Huvudkontoret ligger i Lanham, Maryland, en förort till Washington, D.C.

## Årsmöten
Årsmötet, The Annual Meeting of the Entomological Society of America, är dess främsta årliga arrangemang. Under fyra dagar samlas tusentals entomologer och yrkesverksamma inom angränsande områden för att byta idéer och kunskap, skapa nätverk, träffa vänner och hantera sällskapets angelägenheter.

## Certifikationsprogram
ESA erbjuder två program för erhållande av certifikat: Associate Certified Entomologist (ACE) och Board Certified Entomologist (BCE). BCE 
är riktat mot formellt utbildade entomologer och ACE mera mot de med praktisk erfarenhet inom skadedjursbekämpning.

## Grenar
Av de sex geografiska grenarna av ESA är fem nordamerikanska (Eastern, North Central, Pacific, Southeastern och Southwestern). Deras medlemmar är stater eller provinser i USA, Kanada och Mexiko (den sydöstra grenen utgörs av Puerto Rico och Amerikanska Jungfruöarna och Pacific utgörs av USA:s besittningar i Stilla Havet). Den sjätte grenen utgörs av den "Internationella grenen", det vill säga resten av världen.

## Utmärkelser
ESA och Entomological Foundation delar årligen ut priser och andra utmärkelser till forskare, lärare och studenter som har utmärkt sig genom sina bidrag till entomologin och erbjuder begränsat finansiellt bistånd till akademiska studier.
Vardera av de sex grenarna delar årligen ut John Henry Comstock Graduate Student Award till en forskarstuderande.

## Publikationer
Tidskrifter
- Annals of the Entomological Society of America – Artiklar om grundläggande biologiska aspekter beträffande leddjurens biologi uppdelat i underkategorier efter område: systematik; ekologi och populationsbiologi; leddjursbiologi; leddjur och växtsjukdomar; naturvård och biodiversitet; fysiologi; biokemi och toxikologi; morfologi, histologi; genetik och beteende.
- Environmental Entolomology – Denna tidskrift behandlar samverkan mellan insekter och de biologiska, kemiska och fysiska aspekterna av deras omgivning och delas i följande avdelningar: ekofysiologi; kemisk ekologi; populationsekologi; kvantitativ ekologi;samhälls- och ekosystemekologi; biologisk bekämpning - parasitoider och predatorer; biologisk bekämpning - mikroorganismer; biologisk bekämpning - ogräs; beteendeekologi; skadedjursbekämpning; sampling; samverkan mellan växter och insekter; molekylärekologi och evolution; transgena växter och insekter.
- Journal of Economic Entomology – Denna tidskrift innehåller artiklar om insekters ekonomiska betydelse och delas i följande avdelningar: jordbruk och sociala insekter; leddjur i förhållande till växtsjukdomar; forum; pesticidresistens och resistenskontroll; ekotoxikologi; biologisk och mikrobiell kontroll; ekologi och beteende; sampling och biostatistik; skadeinsekter inom hushåll och byggnader; medicinsk entomologi; molekylär entomologi; veterinär entomologi; skogsentomologi; trädgårdsentomologi; jordbruksentomologi; lagerprodukter; behandling av handelsvaror och karantänentomologi; resistens hos växter.
- Journal of Medical Entomology – Denna tidskrift behandlar alla aspekter av medicinsk entomologi och medicinsk acarologi, inklusive systematik och biologi hos insekter, kvalster och andra leddjur som är av medicinsk eller veterinärmedicinsk betydelse.
- American Entomologist – En populärentomologisk tidskrift som utkommer fyra gånger om året och innehåller artiklar och information av allmänentomologiskt intresse.
- Arthropod Management Tests – Denna tidskrift publicerar korta artiklar om kontroll av leddjur som kan vara nyttiga eller skadliga.

Böcker och andra publikationer
- Common Names of Insects and Related Organisms – Detta är en referensskrift eller katalog som numera finns online. Den innehåller över 2000 "vanliga namn" på leddjur. Man kan föreslå nya namn och sådana förslag behandlas av en kommitté, varefter inkludering avges av sällskapets styrelse.
- Insect Pest Handbooks – Detta är en bokserie som behandlar, huvudsakligen nordamerikanska, skadeinsekter ur olika perspektiv - exempelvis efter gröda, biotop eller insektsgrupp.
- Thomas Say Publications in Entomology – Dessa böcker behandlar allsköns aspekter av entomologi och ger mycket utförlig och omfattande information inom det aktuella område boken ifråga behandlar.